# Xibec bru
El xibec bru (Netta erythrophthalma) és una espècie d'ocell de la família dels anàtids (Anatidae) que habita llacunes costaneres, rius tranquils, aiguamolls d'Àfrica occidental i meridional i Amèrica del Sud, pel nord-oest de Veneçuela, l'Equador, Perú occidental i Brasil oriental.